# Liste der State-, U.S.- und Interstate-Highways in Kentucky
Dies ist eine Liste der State- U.S.- und Interstate-Highways im US-Bundesstaat Kentucky.

## State Routes erster Ordnung (primary)
State Routes in Kentucky werden durch das Kentucky Transportation Cabinet unterhalten. Dieses teilt die Staatsstraßen in die Kategorien primary und secondary ein. Dabei können einzelne Straßen zu Teilen erster als auch zweiter Ordnung sein, sodass nachfolgend alle State Routes aufgelistet sind, welche vollständig oder abschnittsweise erster Ordnung sind.
- Kentucky Route 3
- Kentucky Route 4
- Kentucky Route 7
- Kentucky Route 8
- Kentucky Route 9
- Kentucky Route 10
- Kentucky Route 11
- Kentucky Route 15
- Kentucky Route 16
- Kentucky Route 17
- Kentucky Route 18
- Kentucky Route 21
- Kentucky Route 22
- Kentucky Route 30
- Kentucky Route 32
- Kentucky Route 34
- Kentucky Route 35
- Kentucky Route 40
- Kentucky Route 52
- Kentucky Route 53
- Kentucky Route 54
- Kentucky Route 55
- Kentucky Route 55 Business
- Kentucky Route 61
- Kentucky Route 67
- Kentucky Route 69
- Kentucky Route 70
- Kentucky Route 79
- Kentucky Route 80
- Kentucky Route 80 Business
- Kentucky Route 81
- Kentucky Route 90
- Kentucky Route 101
- Kentucky Route 114
- Kentucky Route 118
- Kentucky Route 121
- Kentucky Route 144
- Kentucky Route 151
- Kentucky Route 155
- Kentucky Route 160
- Kentucky Route 180
- Kentucky Route 191
- Kentucky Route 192
- Kentucky Route 205
- Kentucky Route 210
- Kentucky Route 234
- Kentucky Route 237
- Kentucky Route 245
- Kentucky Route 259
- Kentucky Route 312
- Kentucky Route 313
- Kentucky Route 338
- Kentucky Route 348
- Kentucky Route 418
- Kentucky Route 425
- Kentucky Route 446
- Kentucky Route 448
- Kentucky Route 461
- Kentucky Route 471
- Kentucky Route 519
- Kentucky Route 536
- Kentucky Route 555
- Kentucky Route 620
- Kentucky Route 627
- Kentucky Route 645
- Kentucky Route 676
- Kentucky Route 686
- Kentucky Route 788
- Kentucky Route 841
- Kentucky Route 864
- Kentucky Route 876
- Kentucky Route 880
- Kentucky Route 913
- Kentucky Route 914
- Kentucky Route 922
- Kentucky Route 1020
- Kentucky Route 1051
- Kentucky Route 1065
- Kentucky Route 1120
- Kentucky Route 1247
- Kentucky Route 1447
- Kentucky Route 1526
- Kentucky Route 1600
- Kentucky Route 1618
- Kentucky Route 1638
- Kentucky Route 1703
- Kentucky Route 1747
- Kentucky Route 1865
- Kentucky Route 1932
- Kentucky Route 1934
- Kentucky Route 1958
- Kentucky Route 1973
- Kentucky Route 1974
- Kentucky Route 2054
- Kentucky Route 2154
- Kentucky Route 2155
- Kentucky Route 2262
- Kentucky Route 2831
- Kentucky Route 3005
- Kentucky Route 3041
- Kentucky Route 3155
- Kentucky Route 3487

## U.S. Highways

### Gegenwärtige Strecken
- U.S. Highway 23
- U.S. Highway 25
- U.S. Highway 27
- U.S. Highway 31
- U.S. Highway 41
- U.S. Highway 42
- U.S. Highway 45
- U.S. Highway 51
- U.S. Highway 52
- U.S. Highway 60
- U.S. Highway 62
- U.S. Highway 68
- U.S. Highway 79
- U.S. Highway 119
- U.S. Highway 127
- U.S. Highway 150
- U.S. Highway 231
- U.S. Highway 421
- U.S. Highway 431
- U.S. Highway 460
- U.S. Highway 641

### Ehemalige Strecken
- U.S. Highway 37
- U.S. Highway 168
- U.S. Highway 227

## Interstates
- Interstate 24
- Interstate 64
- Interstate 65
- Interstate 69
- Interstate 71
- Interstate 75

### Ehemals geplante Strecken
- Interstate 66
- Interstate 175

### Zubringer und Umgehungen
- Interstate 165
- Interstate 169
- Interstate 264
- Interstate 265
- Interstate 275
- Interstate 471

### Geplante Strecken
- Interstate 569